# Subsecretari de stat în Guvernul Miron Cristea (2)
În Guvernul Miron Cristea (2) au fost incluși și subsecretari de stat, provenind de la diverse partide.

## Subsecretari de stat
- Subsecretar de stat la Președinția Consiliului de Miniștri

Mihail Măgureanu (30 martie 1938 - 31 ianuarie 1939)
- Subsecretar de stat pentru Presă și Informații

Eugen Titeanu (14 iulie 1938 - 31 ianuarie 1939)
- Subsecretar de stat la Ministerul Educației Naționale

Dumitru V. Țoni (30 martie 1938 - 31 ianuarie 1939)
- Subsecretar de stat la Ministerul Cultelor și Artelor

Preot Nae Popescu (30 martie 1938 - 31 ianuarie 1939)
- Subsecretar de stat la Ministerul Apărării Naționale

General Alexandru Glatz (30 martie 1938 - 14 octombrie 1939)

## Sursa
- Stelian Neagoe - "Istoria guvernelor României de la începuturi - 1859 până în zilele noastre - 1995" (Ed. Machiavelli, București, 1995)